# Sachübernahme
Als Sachübernahme bezeichnet man im Kapitalgesellschaftsrecht eine Verpflichtung der Gesellschaft zur Übernahme von Vermögensgegenständen, die nicht im Rahmen gewöhnlicher Umsatzgeschäfte erfolgt.

## Sachübernahme nach GmbH-Recht
Eine Sachübernahme ist eine Variante im Rahmen der Aufbringung des Stammkapitals einer GmbH. Dabei verpflichtet sich der Gesellschafter zu einer Leistung auf die Stammeinlage in der Form von Bargeld bei gleichzeitiger Verpflichtung der Gesellschaft, einen Vermögensgegenstand des Gesellschafters zu übernehmen. Wirtschaftlich betrachtet wird der Gesellschaft somit letztlich keine Geldzahlung, sondern ein Vermögensgegenstand zugewendet. Daher handelt es sich bei der Sachübernahme um eine Sonderform der Sacheinlage.

## Sachübernahme nach Aktienrecht
Im Recht der Aktiengesellschaften gilt die o. g. Sachübernahme des GmbH-Rechts ausdrücklich als Sacheinlage (§ 27 Abs. 1 Satz 2 AktG). Von einer Sachübernahme wird daher im Aktienrecht (nur) gesprochen, soweit das Entgelt für die Übertragung des Vermögensgegenstands nicht in der Übertragung von Aktien besteht. Relevant wird dies im Falle der Nachgründung sowie im Falle der gemischten Sacheinlage.

## Sachübernahme nach Schweizer Recht
Im Recht der schweizerischen Aktiengesellschaft ist die Sachübernahme insbesondere in den Art. 628 Abs. 2 OR, Art. 631 OR, Art. 635 OR, Art. 642 OR geregelt. Die Sachübernahme-Bestimmungen des Aktienrechts gelten Kraft Verweis von Art. 777c Abs. 2 OR auch für die Gesellschaft mit beschränkter Haftung.
Wenn die AG (oder GmbH) von Aktionären (oder Stammanteilsinhabern) oder einer diesen nahe stehenden Person Vermögenswerte übernimmt, oder solche Sachübernahmen beabsichtigt, so müssen die Statuten den Gegenstand, den Namen des Veräusserers und die Gegenleistung der Gesellschaft angeben. Sofern eine Sachübernahme nicht in den Statuten und im Handelsregister offengelegt wird, hat dies grundsätzlich die Nichtigkeit der Transaktion zur Folge.
Mit Inkrafttreten des revidierten Aktienrechts vom 19. Juni 2020 werden die Vorschriften zur (beabsichtigten) Sachübernahme per 1. Januar 2022 abgeschafft.